# 前90年代
| 千纪： | 前1千纪                                                                                          |
| 世纪： | 前2世纪 \| 前1世纪 \| 1世纪                                                                      |
| 年代： | 前120年代 \| 前110年代 \| 前100年代 \| 前90年代 \| 前80年代 \| 前70年代 \| 前60年代              |
| 年份： | 前99年 \| 前98年 \| 前97年 \| 前96年 \| 前95年 \| 前94年 \| 前93年 \| 前92年 \| 前91年 \| 前90年 |

前90年代從前99年1月1日開始，於前90年12月31日結束。

## 大事记
- 前99年，騎都尉李陵降匈奴。劉徹頒「沉命法」。劉徹誣司馬遷有罪，下腐刑。
- 前96年，公孫敖被腰斬。匈奴且鞮侯單于卒，子狐鹿姑單于嗣位。
- 前94年，任命江充為直指繡衣使者。
- 前91年，巫蠱之祸，劉據兵敗自縊死，皇后衛子夫自殺。
- 前90年，丞相劉屈氂坐妻詛咒，腰斬，李廣利降匈奴。